# 科英布拉大學
科英布拉大學（發音：[univɨɾsiˈdad(ɨ) dɨ kuˈĩbɾɐ]）是一所位於葡萄牙科英布拉的著名公立大學，為葡萄牙歷史最悠久的大學，亦是世界上最古老的大學之一。科英布拉大學建於1290年，是伊比利亞半島上歷史悠久的高等學府。該校所在的古都科英布拉位於首都里斯本以北，1139-1260年曾是葡萄牙的首都。科英布拉大學下屬有八個院系：涵蓋自然科學、社會科學、工程、人文、藝術與體育等多個學術領域，可授予三個學位等級：學士、碩士以及博士。科英布拉大學同時是科英布拉集團的創建地以及創始者之一。
科英布拉大學作为世界優秀大學，曾經為葡萄牙乃至全世界培养杰出人才。其中有史诗《卢济塔尼亚人之歌》的作者，葡萄牙公認最偉大詩人路易·德賈梅士（1524-1580年）；閏年的提出者，分角器與象限儀的發明者，歐洲宗教學界數學家天文學家克里斯托佛·克拉烏（1538-1612年）；受封为蓬巴尔侯爵的葡萄牙王国政治家，若泽一世时期的首相塞巴斯蒂昂·若泽·德卡瓦略-梅洛（1699-1782年）；《阿馬羅神父的罪惡》和《馬亞一家》的作者，19世紀末期優秀作家艾薩·德·克羅茲（1845-1900年）；諾貝爾生理學醫學獎獲得者，腦血管造影術發明者，安東尼奧·埃加斯·莫尼斯（1874-1955年）；在2007年票選最偉大的葡萄牙人中，排名第一的葡萄牙前總理安東尼奧·德·奧利維拉·薩拉查（1889-1970年）；政治音樂家喬斯·阿方索城；前澳門大學校長費利納；澳門特別行政區第六任行政長官岑浩辉、澳門立法會前主席宋玉生以及澳門總檢察長何超明等著名人物。此外，還為巴西輸送了許多教授學者。1789年，巴西的文人誌士曾要求按照科英布拉大學的模式建立一所大學，只因葡萄牙的反對，希望在殖民地興辦大學的計劃終成泡影。然而，科英布拉大學仍是巴西早期大學的楷模。
科英布拉大學於2013年被聯合國教科文組織評為世界文化遺產。截至2016年擁有約25,000名學生，並成為葡萄牙的最大的國際學生社區之一。
如今科英布拉大學列於各個知名世界大學排行榜的400所最佳大學榜單，並在QS世界大學排名中，在科研、創新、國際化、教學設備設施方面獲得五星等級評價。科英布拉大學的科學、工程、法律、環境專業進入世界最強前200名。科英布拉大學也是葡萄牙唯一培養出諾貝爾獎得主的大學。

## 歷史

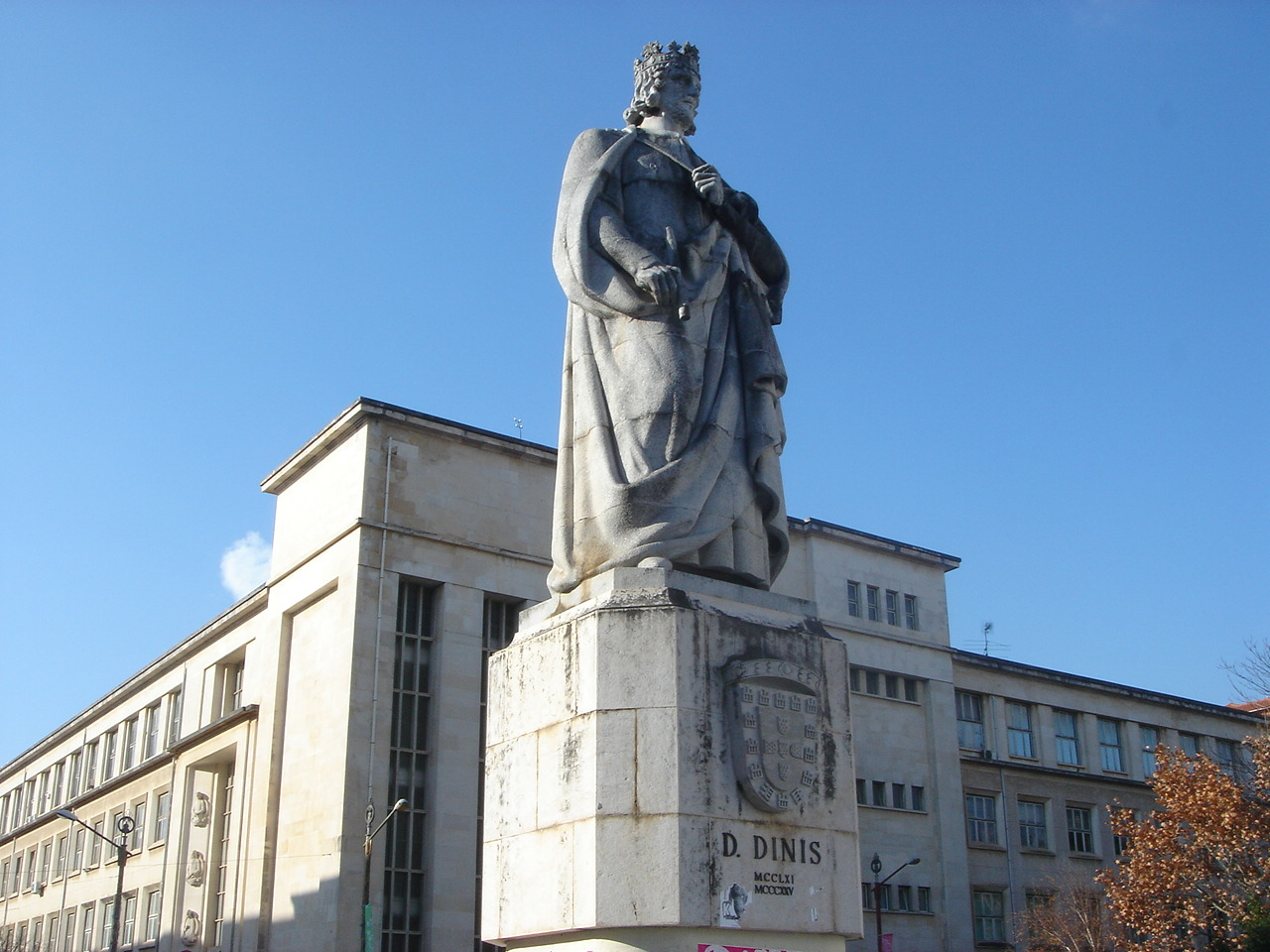
科英布拉的迪尼什一世像

科英布拉大學的前身是1290年由迪尼什一世創立於里斯本的一所中世紀大學（Studium Generale），是伊比利亞半島上歷史最悠久的高等學府之一。1290年3 月 1 日，皇家憲章發布大學成立，該校成為伊比利半島第二古老的大學機構，教皇尼古拉斯四世也在該年認可同意：除神學院之外，所有學院都可以自由建立。校園內的文學院、法學院、教會法學院、醫學院、藝術學院自此陸續建立。

### 校園位置
但科英布拉大學在里斯本建校停留的時間並不長。1308年，由於教會、政治及市民衝突等問題，大學向北遷徙200公里，搬至科英布拉，在Estudos Velhos建立，地點相當於現今校園總圖書館的所在地。1338年大學搬回到里斯本，但於1354年旋又搬回科英布拉的城鎮中心。1377年，校園再次被轉移到里斯本，停留一個半世紀。此時，大學得到授權設立神學院（約在1380年）。 
1537 年，在若昂三世統治期間，該大學最終搬回科英布拉，遷入阿爾卡索瓦王宮（Alcaçova Palace）中，之後於 1597 年大學機構向皇室買下房地，開始長期定位於該地。在這次搬遷，大學各機構及其圖書館的書籍，都從里斯本搬到了科英布拉，學校開始大量接納葡萄牙和外國的新教師（多數新教師來自薩拉曼卡大學），也對課程結構進行重組。

### 改革進程
在18世紀，時任葡萄牙王國內政大臣的彭巴爾侯爵 (Marquis of Pombal)對科英布拉大學進行了一系列改革，尤其在對於科學領域教育方面，使其更加符合啟蒙運動以及反教權主義的精神。自 1290 至 1911 年的大部分期間（1559至1759年間除外，另有埃武拉大學(Évora)的存在），科英布拉大學是葡萄牙唯一運行的大學，這也為1911年以後里斯本大學和波爾圖大學的成立奠定了師資和科研基礎。該大學悠久的歷史和獨當的優勢，使其成為葡萄牙的重要影響機構，不僅在科研、學術面向，在政治和社會面向都有很大的影響力。
為促進歐洲高等教育體系融合，歐盟多國於1998 年在巴黎簽署《索邦宣言》，接著在1999簽署《波隆那進程》，各國一同促進師生的跨國流動，並提供學位質量保證。位於葡萄牙的科英布拉大學在 2008/2009 學年開始採用波隆那進程模式的新課程，以加入歐盟的高等教育資源整合，貫通跨國教育體制，以確保與歐盟各國的高等教育標準相當。

## 架構
科英布拉大学由校长、参议院和议会协同管理，后者负责对校长和参议院成员的选举。校长与参议院对大学的战略方向和整体管理负主要责任以及参议院并由行政理事会的协助。
科英布拉大学分为八个不同的院系（文学院，法学院，医学院，科技学院，药学院，经济学院，教育学与心理学院，体育学院），总计约25,000名学生。科技学院（FCTUC）是拥有最多的教授和学生，并颁发最多学历学位，在科英布拉大学所有的院系之中拥有数量最多的教室和科研地点。科英布拉大学下属有国家法律研究所、科英布拉医学院附属医院 （HUC）。
科英布拉大学拥有规模宏大的科英布拉大学中央图书馆 （页面存档备份，存于）， 科英布拉大学植物园 （页面存档备份，存于）， 科英布拉大学体育馆 （页面存档备份，存于）以及其他体育场馆（圣十字体育馆）， 天文馆，出版社，圣米盖尔教堂 （页面存档备份，存于），吉尔·文森特学院剧院 （页面存档备份，存于）， 以及众多的食堂和学习场所。另外，科英布拉大学还负责管理几所博物馆和文化机构， 包括科英布拉大学科学博物馆，科英布拉宗教艺术馆，学院博物馆以及著名的若昂尼娜图书馆。
科英布拉大学主要教学区:

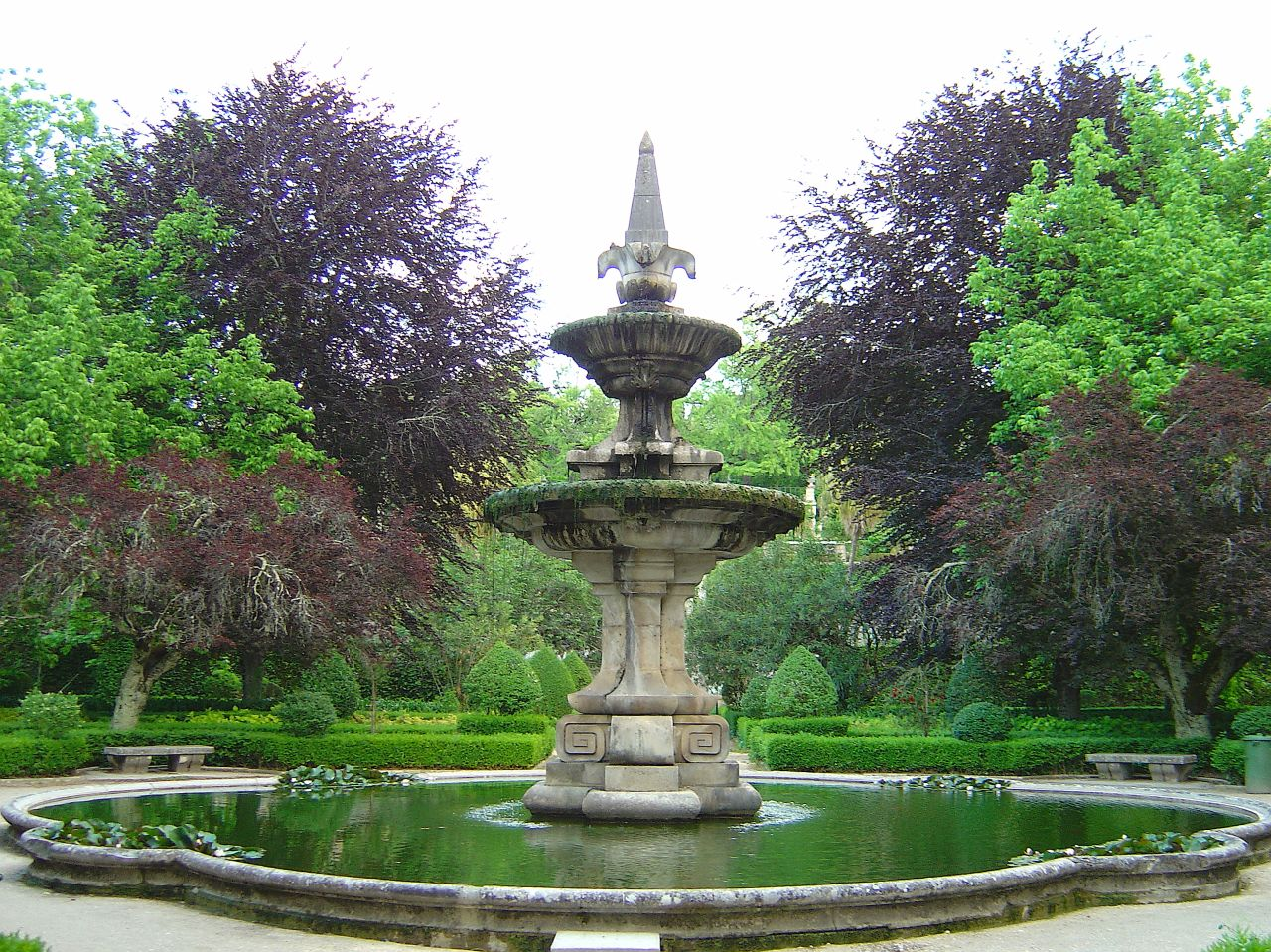
科英布拉大学植物园

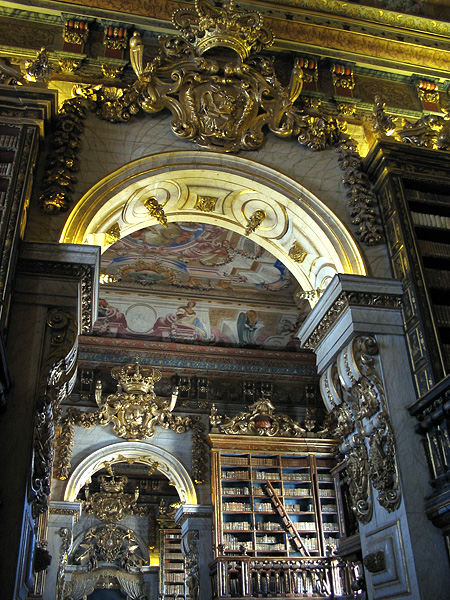
若昂尼娜图书馆

- 一区：老校区，建于16世纪以前，于18世纪以及1946-1960年间扩建。现中央图书馆、管理办公室、法学院、文学院、心理学与教育学院、自然科学院处所在地。
- 二区：建于1990年代。现科技学院工程专业所在地。
- 三区：建于1980年代，于2000年再次扩建。现医学院、药学院以及科英布拉大学附属医院所在地。
- 经济学院区：建于1970年代。现经济学院、社会科学院所在地。
- 体育与体育教育学院区：建于1990年代末。

## 學術

### 学院
科英布拉大学共有8个学院：
- 法学院：提供法律专业及公共管理专业的所有等级学位。
- 医学院：提供医学与牙医专业的所有等级学位。
- 文学院: 提供电影、音乐、戏剧、古典语言、葡语语言文学、现代语言文学、历史、艺术史、考古学、地理、哲学、新闻等专业的所有等级学位。
- 科技学院：提供人类学、建筑学、生物学、生物化学、多媒体设计、储存、环境工程、生物医学、城市建设、电子科技及计算机工程、物理工程、工业与工程管理、信息工程、材料工程、机械工程、化学工程、物理、地质学、数学、化学与工业化学专业的所有等级学位。
- 药学院：提供药物治疗专业的所有等级学位。
- 经济学院：提供经济、商务管理、国际关系及社会学专业的所有等级学位。
- 心理学与教育学院：提供心理学、社会服务以及教育学专业的所有等级学位。
- 体育与体育教育学院：提供体育专业与体育教育专业的所有等级学位。

### 聲譽
按世界大學網路排名，該大學在2019年位列國內第3，全球第321。

## 科英布拉大学学生联合会
科英布拉大学学生联合会（AAC）成立于1887年11月3日，是葡萄牙全国最大的学生联合会，曾长久以来与不受欢迎的国家政策相抗衡，并因此造就了众多政治家与学者。科英布拉学生联合会还开办了一系列体育与文化活动，并成立了一些自发的学生团体。它是科英布拉大学学生生活的重要组成部分，也是科英布拉城市的主要活动机构之一。科英布拉大学学生联合会的活动范围包括戏剧、电影、广播、电视、音乐、乐团、报社、集邮等。
科英布拉大学学生联合会下属的体育社组织了该城市里最为重要的体育活动，包括橄榄球、手球、篮球、垒球、武术、田径、体操、游泳、皮划艇以及其他体育活动。
体育社与文化社一样，每位哥英布拉大学的学生，作为职业或业余体育选手，全部属于科英布拉大学学生联合会的成员。
科英布拉市足球俱乐部被称为“学院队”或“布里奥萨”(Briosa),形式上是一支属于科英布拉大学学生联合会下属的自主球队，而实际上是一支独立的足球俱乐部，在全国范围内颇具影响力，并参与葡萄牙足球队的顶级联赛，并于1939年成为葡萄牙杯赛的第一个冠军球队。

## 文体运动与传统
科英布拉大学作为整个城市的中心，带动了该城市的文化生活。老式的“共和国”（自主学生公寓）以及丰富多彩的传统庆祝活动被保存了下来，其中最为知名的传统活动“烧带节”于每年的五月举行，以焚烧各个学院标志颜色的捆书带的方式来庆祝漫长学生生涯的结束；用以庆祝回归校园的“罐头节”，科英布拉法多音乐会，以及其他的传统活动。每年的3月1日为科英布拉大学的校庆日。

## 企业孵化器与科学园区
由科英布拉大学创建的佩德罗·努内斯研究所（Instituto Pedro Nunes）是全球知名的企业孵化器之一，也是大学致力于科技创新与知识转移的中心点。Coimbra iParque是一所由科英布拉大学合伙创建的科学园区。众多杰出的创业公司均诞生于科英布拉大学，其中包括ISA-Intelligent Sensing Anywhere公司，已经与中国政府建立合作的Critical Software公司，Crioestaminal公司，Ciberbit公司以及Feedzai公司等。

## 著名人物
科英布拉大学作为葡萄牙最优秀大学之一，曾培养了許多杰出人才，其中有现任澳门特首岑浩辉、著名诗人卡蒙斯、作家艾萨·德·克罗兹、诺贝尔生理学医学奖得主安东尼奥·埃加斯·莫尼斯、阿方索·高斯达、前葡萄牙總理安東尼奧·德·奧利維拉·薩拉查、前澳門大學校長费利纳等著名人物。此外，还为巴西输送了许多教授学者。

## 外部連結
- 官方网站